# Nicolas Lebel
Pour les articles homonymes, voir Nicolas Lebel (écrivain) et Lebel.
Nicolas Lebel, né le 18 août 1838 à Saint-Mihiel (Meuse), fils d'Antoine Lebel et d'Anne Pierquin et mort le 6 juin 1891 à Vitré (Ille-et-Vilaine), est un officier français, qui a contribué à la création du fusil de l'armée française portant son nom, le fusil Lebel.

## Biographie
Intéressé par la carrière militaire, il intègre l'École spéciale militaire de Saint-Cyr en 1855. En 1857, il rejoint le  58e régiment d'infanterie de ligne comme sous-lieutenant. Durant la guerre franco-prussienne de 1870, alors capitaine et commandant de compagnie, il combat avec courage mais, le 1er septembre, il subit le sort de toute l'armée de Sedan et part en captivité en Allemagne. 
Libéré après le traité de Francfort, il retrouve un commandement à Tours, au  66e régiment d'infanterie de ligne, durant les années de réorganisation de l'armée française qui font suite à la défaite. Nommé chef de bataillon en 1876, Lebel devient chef de l'école normale de tir du camp de Chalons (Mourmelon) et se passionne pour l'armement d'infanterie. Ses compétences sont vite reconnues et en 1883, le ministre de la Guerre (le général Jean Thibaudin) le nomme membre d'une commission des armes à répétition présidée par le général Tramond. Cette commission a pour objectif d'élaborer un nouveau fusil d'infanterie qui doit remplacer le fusil Gras. Nicolas Lebel est chargé de mettre au point la balle destinée à ce futur fusil d'infanterie. Cette balle doit, avant tout, fonctionner avec la nouvelle poudre sans fumée du chimiste français Paul Vieille, poudre assurant des vitesses initiales très élevées mais qui font fondre le plomb nu des balles conventionnelles de l'époque. Le Lt Col Lebel dessine alors une balle de 8 mm chemisée en maillechort et fonctionnant parfaitement. Elle sera la première balle adoptée pour le futur fusil Mle 1886 : la balle "M".
Finalement, la Commission finit par adopter les propositions des colonels Gras, Bonnet et Lebel concernant le nouveau fusil d'infanterie. Il sera donc officiellement adopté en tant que Fusil Mle 1886 puis, un peu plus tard, en tant que Fusil Mle 1886M93. Dans le langage courant la nouvelle arme fut vite baptisée fusil Lebel par ses utilisateurs.  
Lebel est ensuite nommé colonel en 1887 et il devient ainsi chef de corps du  120e régiment de ligne, alors en garnison à Sedan. Du fait de problèmes cardiaques, il obtient sa retraite en 1890, se reconvertissant dans le civil comme inspecteur du Trésor à Vitré. Il décède l'année suivante, le 6 mai 1891.
Il a également été décoré comme commandeur dans l'Ordre national de la Légion d'honneur.